# Осада Кокенгаузена
Осада Кокенгаузена (швед. Stormningen av Kokenhusen) — одно из первых сражений русско-шведской войны 1656—1658 годов. 14 (24) августа 1656 года русская армия во главе с царём Алексеем Михайловичем взяла штурмом шведский город Кокенгаузен, который был переименован в Царевиче-Дмитриев.
После взятия 31 июля Динабурга русская армия во главе с самим царём двинулась на замок Кокенгаузен, который защищали 60 человек подполковника К. Шперлинга. По описанию Алексея Михайловича, замок был «крепок безмерно, ров глубокий, меньшой брат нашему кремлёвскому рву, а крепостию сын Смоленску граду; ей, чрез меру крепок». Граф Г. фон Турн, командовавший шведским авангардом (свыше 1500 человек) усилил гарнизон Кокенгаузена до 300 человек, а сам с авангардом отошёл к Риге.
Русская конница подошла к Кокенгаузену ещё 29 июля. Чуть позже приплыла на стругах по Двине пехота. Комендант замка отказался капитулировать, и началась осада, продолжавшаяся до 14 августа, когда русские войска приступом взяли замок, «выжгли и высекли» Кокенгаузен. Под контроль русской армии перешло практически все течение Западной Двины; дорога на Ригу была открыта.